# Ethirostoma
Ethirostoma is een geslacht van vlinders van de familie tastermotten (Gelechiidae).

## Soorten
- E. interpolata Meyrick, 1922
- E. semiacma Meyrick, 1914